# ملنیتسا
ملنیتسا (روسی: Студия анимационного кино «Мельница») شرکت رسانه‌ای روسی است، که در سال ۱۹۹۹ تأسیس شد.